# Joe Lynn Turner
Joe Lynn Turner (Hackensack, New Jersey, 1951. augusztus 2.) olasz származású amerikai énekes. A Rainbow, Yngwie Malmsteen, Deep Purple mellett még számtalan zenésszel és szólóban is készített lemezeket. A Hit Parader's magazin minden idők 100 legjobb heavy metal énekesének a listáján a 84.-ik helyre került.

## Korai évek
New Jersey államban nőtt fel nővérével együtt. Gyerekként nem voltak vele problémák, így emlékezett vissza önmagára: Olyan értelemben voltam jó kisfiú, hogy csendben eljátszogattam a játékaimmal. A mamámnak gyakran be is kellett jönnie a szobámba, megnézni, hogy ott vagyok-e még, annyira nyugis gyerek voltam. A családban mindig szólt a zene, mindenki énekelte az olasz népdalokat, vagy a nagy slágereket. Így korán el kezdett érdeklődni a zene iránt. Első hangszere a harmonika volt, aztán szülei kérésére accordionon kezdett játszani: Olyan pici volt, hogy még az én apró kezeimmel is lehetett rajta játszani. Ettől függetlenül elég hülye hangszernek tartottam, utáltam is, és amikor később népszerűvé vált a gitár, azonnal váltottam. A papám akusztikus gitárján kezdtem el először rendesen gitározni. Kissrácként az összes olasz énekes nagy hatással volt rá, valamint Frank Sinatra és Dean Martin. Első koncertélménye egy parkban érte ahol egy fekete énekegyüttes adott acapella, vagyis hangszerek nélküli koncertet. Ezek után fedezte fel az olyan rocklegendákat mint a Free vagy Jimi Hendrix. Profi karrierje a 70-es évek második felében kezdődött a Fandango zenekarral, akikkel négy lemezt is kiadott.

## Világsztárrá válás
1981-ben került a Rainbow zenekarba. Széles hangterjedelmével, magabiztos színpadi munkájával azonnal világsztár lett. A Rainbowból való távozása után is folytatódott a sikerszéria: előbb Yngwie Malmsteen majd a Deep Purple oldalán, de szólólemezeket is készített. A 90-es évektől pedig már rengeteg helyen megfordult: Mother's Army, Brazen Abbot, Stuart Smith, Nikolo Kotzev, Hughes-Turner projekt és Sunstorm.
Szabadidejében szeret olvasni, több nyelvet is igyekszik beszélni: japán, német, olasz.

## Diszkográfia

### Fandango
- Fandango (1977)
- One Night Stand (1978)
- Last Kiss (1979)
- Cadillac (1980)
- The Best of Fandango (1999) (csak Japánban)

### Rainbow
- Difficult to Cure (1981)
- Jealous Lover EP (1981)
- Straight Between the Eyes (1982)
- Bent Out of Shape (1983)
- Finyl Vinyl (1986)
- The Very Best of Rainbow (1997)
- The Millennium Collection (2000)
- Pot of Gold (2002)
- All Night Long: An Introduction (2002)
- Catch the Rainbow: The Anthology (2003)

### Brazen Abbot
- Eye of the Storm (1996)
- Bad Religion (1997)
- Guilty as Sin (2003)
- A Decade of Brazen Abbot (2004)
- My Resurrection (2005)

### Deep Purple(1989-92)
- Slaves and Masters (1990)

### Mother's Army
- Mother's Army (1993)
- Planet Earth (1997)
- Fire On The Moon (1998)

### Hughes Turner Project
- HTP (2002)
- Live In Tokyo (2002)
- HTP 2 (2003)

### Szóló (1985, 1992-napjainkig)
- Rescue You (1985)
- Untitled (1990)
- Nothing's Changed (1995)
- Under Cover (1997)
- Hurry Up And Wait (1998)
- Under Cover 2 (1999)
- Holy Man (2000)
- Slam (2001)
- JLT (2003)
- The Usual Suspects (2005)
- Second Hand Life (2007)
- Live In Germany (2008)

### Yngwie J. Malmsteen
- Odyssey (1988)
- Trial by Fire (1989)
- Inspiration (1996)

### TNT
- Intuition (1989) Háttérvokál
- Realized Fantasies (1992) Háttérvokál

### Michael Men Project
- Made In Moscow (2005)

### Cem Köksal
- Cem Köksal featuring Joe Lynn Turner - LIVE!! (2007)

### Stúdió projektek
- Akira Kajiyama + Joe Lynn Turner - Fire Without Flame (2006)
- Sunstorm - Sunstorm (2006)
- Sunstorm - House of Dreams (2009)
- The Jan Holberg Project - Sense Of Time (2011)
- Sunstorm - Emotional Fire (2012)